# Specie di Zyras
Di seguito sono elencate le specie del genere di coleotteri stafilinidi Zyras Stephens, 1835, elencate in ordine alfabetico per nome proprio della specie. Fra parentesi è indicato il sottogenere di appartenenza; ove non presente è da intendersi di incertae sedis di attribuzione.

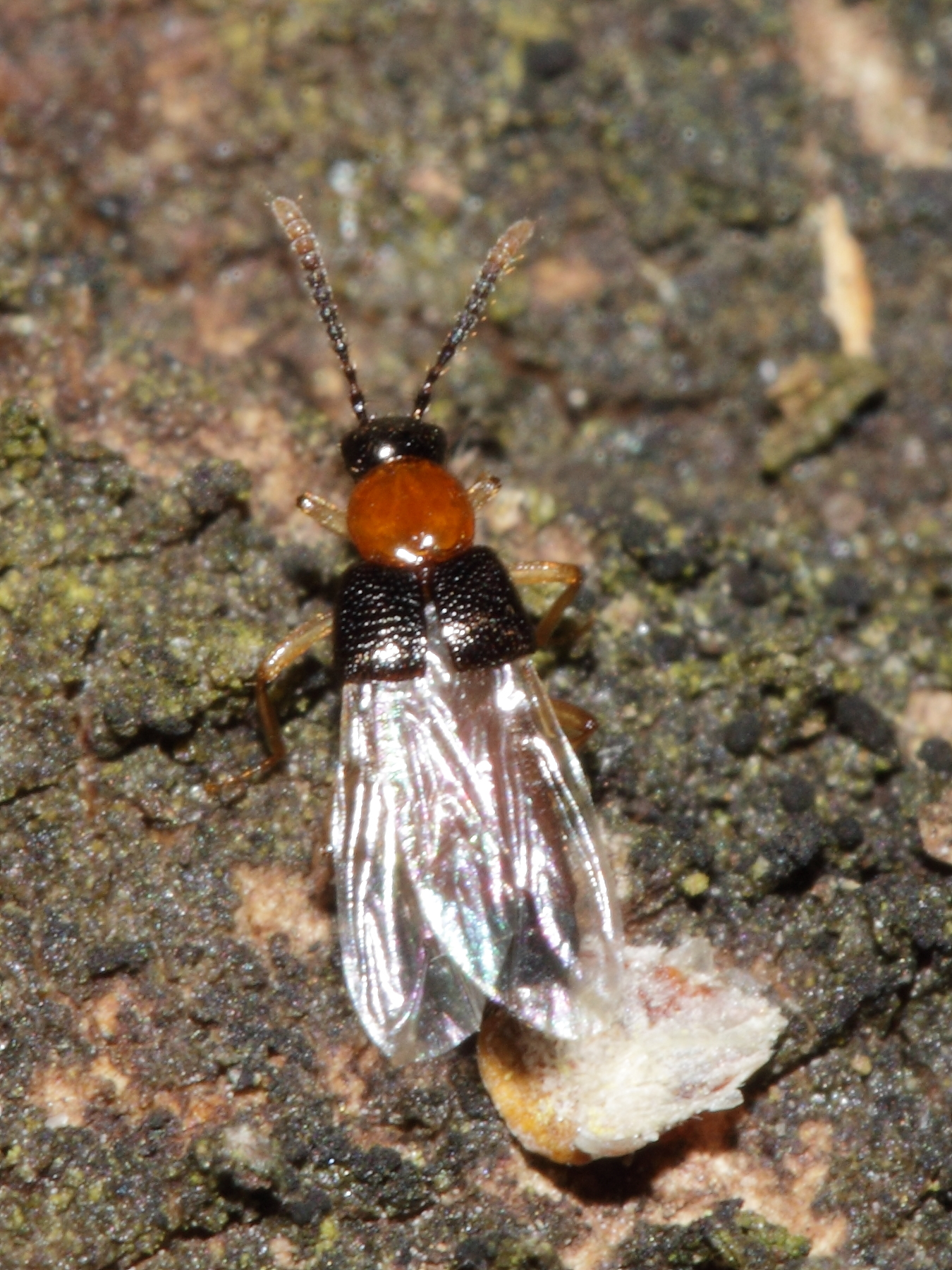
Zyras collaris

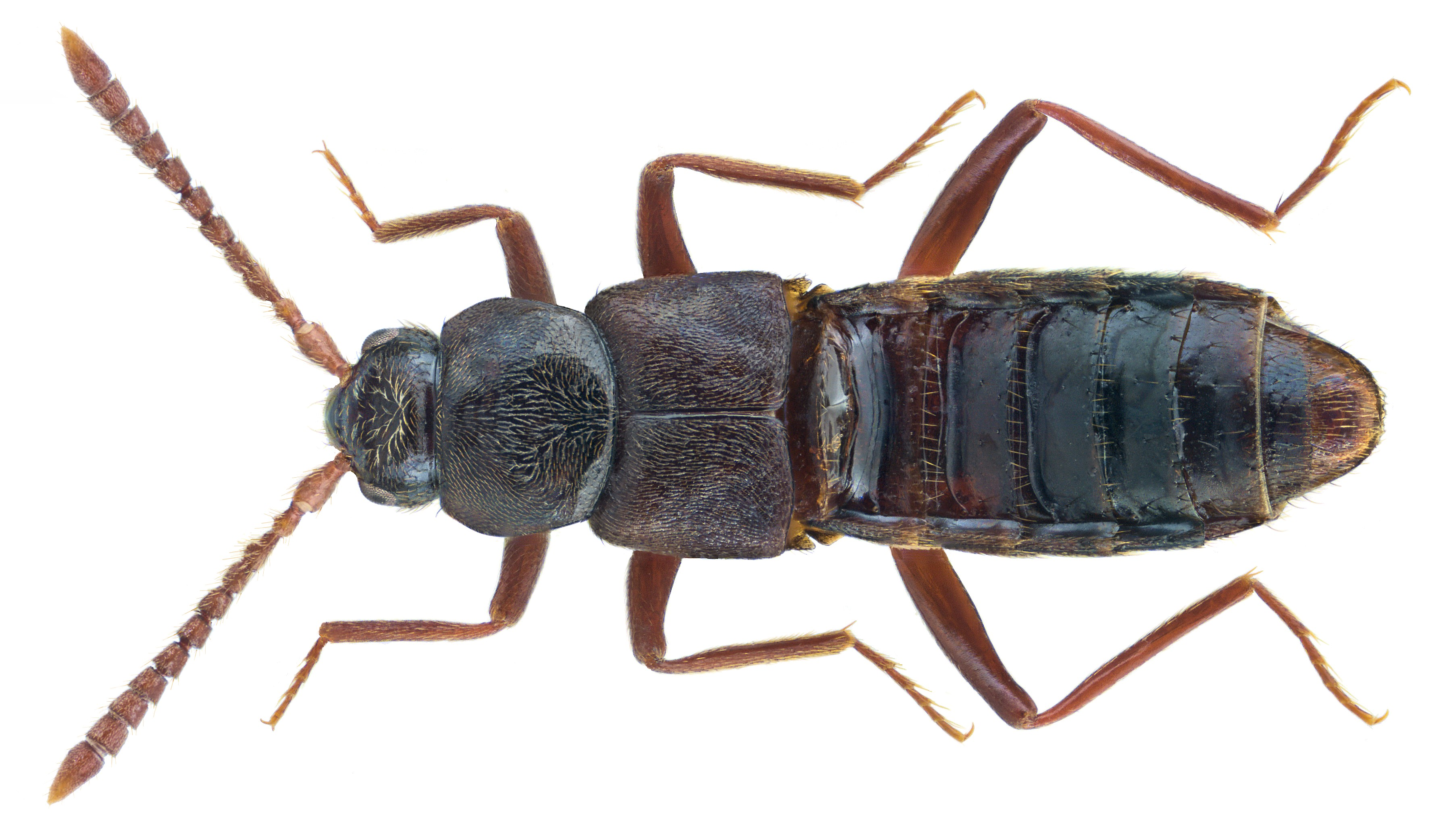
Zyras funestus

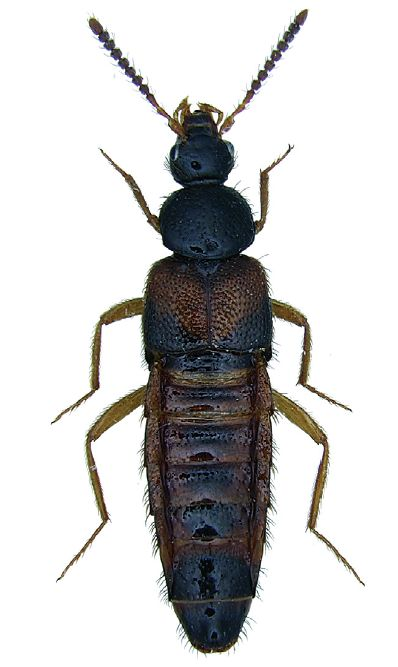
Zyras haworthi

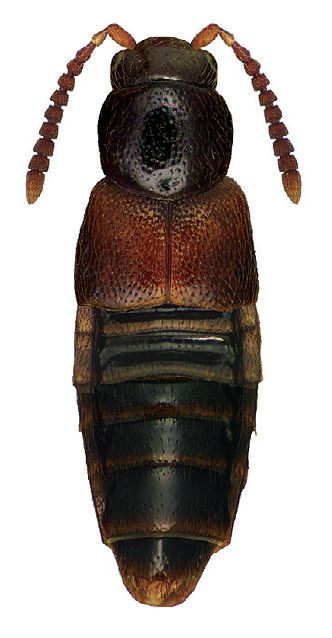
Zyras obliquus

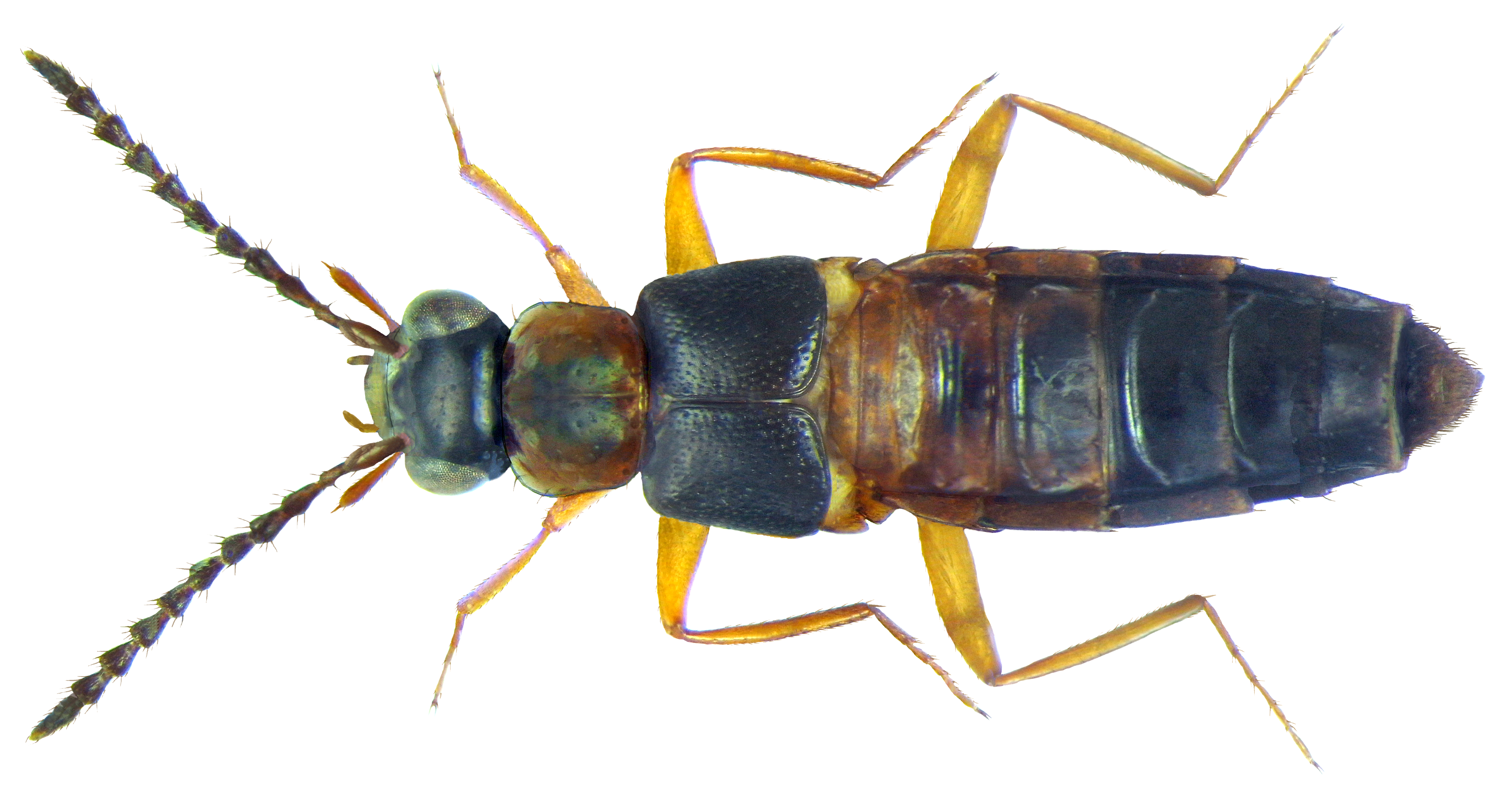
Zyras rufithorax

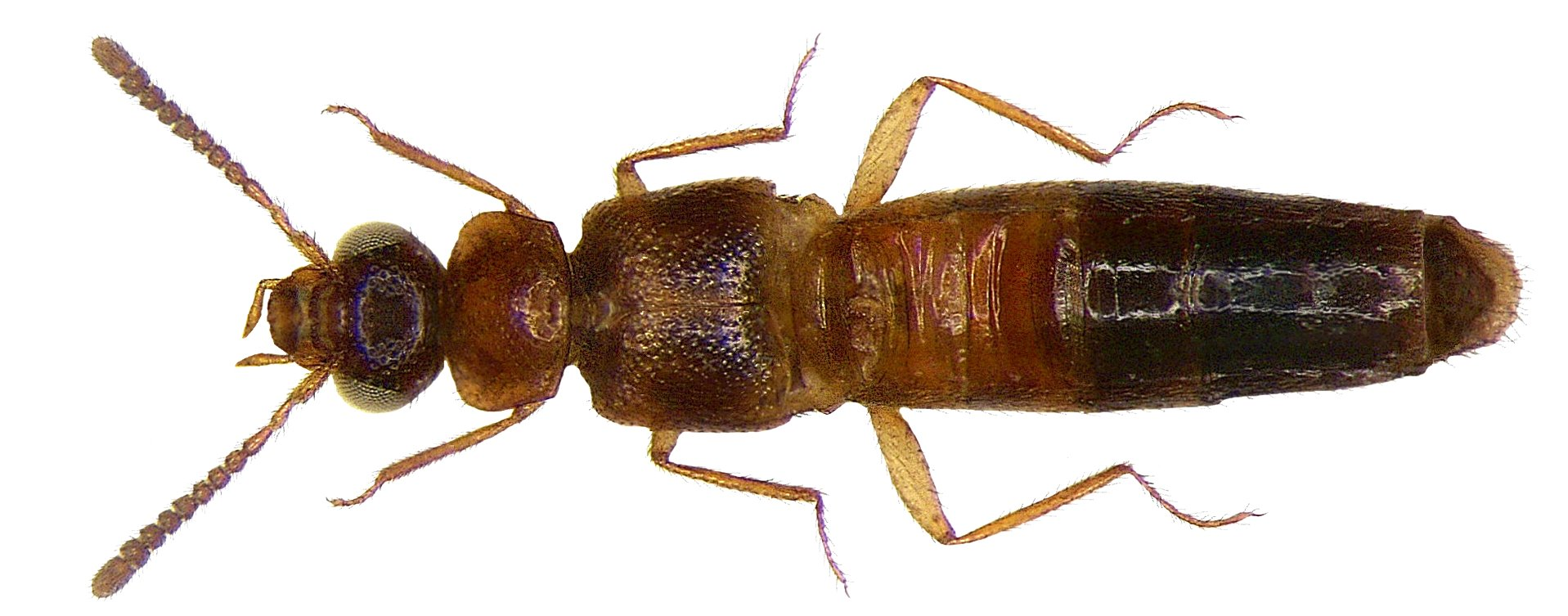
Zyras tsavicola

## Elenco specie
1. Zyras (Zyras) abacus Dvořák, 1984[1] – Kazakhstan, Kirghizistan
2. Zyras (Zyras) adulescens Pace, 1987[1] – Malesia (Borneo, Sabah)
3. Zyras (Zyras) alboantennatus Pace, 1986 – Cina (Sichuan, Yunnan), Birmania, Vietnam
4. Zyras (Zyras) alboterminalis Pace, 2008[1] – Malesia (Borneo, Sabah)
5. Zyras (Zyras) alternans Cameron, 1925[1] – Indonesia (Sumatra)
6. Zyras (Zyras) angkoricola Pace, 2004[1] – Cambogia, Thailandia
7. Zyras (Zyras) athetoides Assing, 2016[2] – Cina (Sichuan)
8. Zyras (Zyras) atrapicalis Assing, 2016[2] – Cina (Yunnan)
9. Zyras (Zyras) atronitens Assing, 2016[2] – Cina (Tibet)
10. Zyras (Zyras) bangmaicus Assing, 2016[2] – Cina (Yunnan)
11. Zyras (Zyras) bartolozzii Pace, 2003[1] – Malesia (penisola di Malay)
12. Zyras (Zyras) beijingensis Pace, 1993[1] – Cina (Pechino, Gansu, Shaanxi, Zhejiang)
13. Zyras (Zyras) bicoloricollis Assing, 2016[2] – Cina (Yunnan)
14. Zyras (Zyras) birmanus  Scheerpeltz, 1965 – Birmania, Cina (Yunnan)
15. Zyras (Zyras) bisinuatus Assing, 2016[2] - Cina (Yunnan)
16. Zyras (Zyras) britannorum Pace, 1992[1] – Nepal
17. Zyras (Zyras) bryanti Cameron, 1943[1] – Malesia (Borneo, Sarawak)
18. Zyras (Zyras) caloderoides Assing, 2016[2] – Cina (Yunnan)
19. Zyras (Zyras) castaneus (Motschulsky, 1861)[1] – Sri Lanka
20. Zyras (Zyras) championi Cameron, 1939[1] – India (Himachal Pradesh)
21. Zyras (Zyras) chinkiangensis Bernhauer, 1939[1] – Cina (Jiangsu)
22. Zyras (Zyras) chumphonensis Pace, 2004[1] – Thailandia
23. Zyras (Zyras) collaris (Paykull, 1789)[1] – Europa, Russia europea, Azerbaigian, Georgia, Algeria
24. Zyras (Zyras) coloratus Cameron, 1939[1] – India (Uttar Pradesh)
25. Zyras (Zyras) condignus Last, 1969[1] – Taiwan, India settentrionale, Nepal (dubbia)[2]
26. Zyras (Zyras) cultus Last, 1960[1] – Algeria, Eritrea, Angola
27. Zyras (Zyras) cylindricornis Dvorák, 1981[1] – Cina (Liaoning), Giappone, Corea (dubbia)[2]
28. Zyras (Zyras) dabanicus Assing, 2016[2] – Cina (Qinghai)
29. Zyras (Zyras) daiaccorum Pace, 2008[1] – Malesia (Borneo, Sabah)
30. Zyras (Zyras) discolor Assing, 2016[2] – Cina (Fujian)
31. Zyras (Zyras) drescheri Cameron, 1939[1] – Indonesia (Giava)
32. Zyras (Zyras) drugmandi Pace, 2004[1] – Thailandia
33. Zyras (Zyras) elegantulus Cameron, 1939[1] – Indonesia (Giava)
34. Zyras (Zyras) exasperatus Schubert, 1908[1] – India (Himachal Pradesh)
35. Zyras (Zyras) exspoliatus Assing, 2016[2] – Cina (Guangxi)
36. Zyras (Zyras) extensus  Assing, 2016[2] – Cina (Yunnan)
37. Zyras (Zyras) facundus Last, 1969[1] – Indonesia (Giava)
38. Zyras (Zyras) ferrugineus Cameron, 1939[1] – Birmania
39. Zyras (Zyras) firmicornis  Assing, 2016[2] – Cina (Fujian)
40. Zyras (Zyras) flavorufus Cameron, 1939[1] – Indonesia (Giava)
41. Zyras (Zyras) flexus  Assing, 2016[2] – Cina (Fujian)
42. Zyras (Zyras) formosanus  Assing, 2016[2] – Taiwan
43. Zyras (Zyras) fratrumkadooriorum  Pace, 1998 – Hong Kong
44. Zyras (Zyras) fugax (Sharp, 1888)[1] – Giappone, Corea
45. Zyras (Zyras) fulgidus (Gravenhorst, 1806)[1] – Europa, Russia europea, Georgia, Iran, Vicino Oriente
46. Zyras (Zyras) fustigans Pace, 2000[1] – Thailandia
47. Zyras (Zyras) gardneri Cameron, 1939[1] – India (Bengala occidentale)
48. Zyras (Zyras) geminus (Kraatz, 1859)[1] – Sri Lanka, India, Indonesia (Giava, Sumatra), Taiwan, Filippine, Giappone (isola Iriomote)
49. Zyras (Zyras) gibbus Pace, 2010 – Taiwan
50. Zyras (Zyras) gilvipalpis Assing, 2016[2] – Cina (Yunnan)
51. Zyras (Zyras) glabricollis Scheerpeltz, 1965[1] – Birmania
52. Zyras (Zyras) granapicalis Assing, 2016[2] – Cina (Sichuan)
53. Zyras (Zyras) gratellus Cameron, 1939[1] – Indonesia (Giava)
54. Zyras (Zyras) hastatus Fauvel, 1904[1] – India (Karnataka)
55. Zyras (Zyras) hauserianus Bernhauer, 1933 – Cina (Xinjiang)
56. Zyras (Zyras) haworthi (Stephens, 1832)[1] – Europa, Armenia, Azerbaigian, Georgia, Russia, Algeria, Tunisia, Giappone
57. Zyras (Zyras) hebes Assing, 2016[2] – Taiwan
58. Zyras (Zyras) hirsutiventris (Champion, 1927)[1] – India (Uttar Pradesh), Nepal
59. Zyras (Zyras) hirtus (Kraatz, 1859) – Taiwan, Sri Lanka, India meridionale (dubbia)[2]
60. Zyras (Zyras) hongkongensis  Pace, 1999 – Cina (Guangdong, Guangxi, Yunnan), Taiwan, Hong Kong, India nordorientale, Vietnam, Indonesia
61. Zyras (Zyras) illecebrosus Last, 1982[1] – Mongolia
62. Zyras (Zyras) indicus Cameron, 1944[1] – India (Karnataka)
63. Zyras (Zyras) inexcisus  Assing, 2016[2] – Cina (Gansu, Qinghai), Russia orientale, Siberia orientale
64. Zyras (Zyras) iridescens (Sawada, 1970)[1] – Giappone
65. Zyras (Zyras) kambaitiensis Scheerpeltz, 1965 – Cina (Yunnan), Birmania
66. Zyras (Zyras) kinabaluensis Pace, 2008[1] – Malesia (Borneo, Sabah)
67. Zyras (Zyras) kraatzi Schubert, 1908[1] – India (Himachal Pradesh, Uttar Pradesh), Nepal
68. Zyras (Zyras) lativentris Assing, 2016[2] – Cina (Yunnan)
69. Zyras (Zyras) louwerensi Cameron, 1939[1] – Indonesia (Giava)
70. Zyras (Zyras) maculicollis Assing, 2016[2] – Cina (Hubei, Jiangxi)
71. Zyras (Zyras) maculipennis Gridelli, 1921[1] – Caucaso, Kazakhstan, Uzbekistan
72. Zyras (Zyras) malaisei Assing, 2016[2] – Birmania, Vietnam, Cina (Yunnan)
73. Zyras (Zyras) manjushri Pace, 1992[1] – Nepal
74. Zyras (Zyras) matangensis Cameron, 1943[1] – Malesia (Borneo, Sarawak)
75. Zyras (Zyras) montanus (Bernhauer, 1915)[1] – Malesia (Borneo, Sarawak)
76. Zyras (Zyras) mortuorum Pace, 1990[1] – Filippine (Luzon)
77. Zyras (Zyras) morvani Pace, 1986[1] – Nepal
78. Zyras (Zyras) nigerrimus Cameron, 1943[1] – Malesia (Borneo, Sarawak)
79. Zyras (Zyras) nigrapicalis Assing, 2016[2] – Cina (Yunnan, Sichuan, Jiangxi), Taiwan
80. Zyras (Zyras) nigricornis Assing, 2016[2] – Cina (Hubei, Gansu, Shaanxi, Sichuan, Qinghai)
81. Zyras (Zyras) nigroaeneus Cameron, 1939[1] – India (Himachal Pradesh)
82. Zyras (Zyras) nigronitens Assing, 2016[2] – Cina (Yunnan)
83. Zyras (Zyras) nilgiriensis Cameron, 1939[1] – India (Tamil Nadu)
84. Zyras (Zyras) nitens Cameron, 1944[1] – Malesia (penisola di Malay)
85. Zyras (Zyras) notaticornis Pace, 1998 – Cina (Guangxi, Zhejiang), Hong Kong
86. Zyras (Zyras) obliquus Casey, 1894[1] – USA, Canada
87. Zyras (Zyras) optatus (Sharp, 1888)[1] – Giappone
88. Zyras (Zyras) optimus Cameron, 1939[1] – India (Tamil Nadu)
89. Zyras (Zyras) paederinus Pace, 2008[1] – Malesia (Borneo, Sabah)
90. Zyras (Zyras) pallipes Pace, 1992[1] – Nepal
91. Zyras (Zyras) pallipyga Pace, 2008[1] – Malesia (Borneo, Sabah)
92. Zyras (Zyras) parageminus Pace, 1988[1] – Sri Lanka
93. Zyras (Zyras) particornis (Sharp, 1888) – Cina (Jilin), Giappone, Corea, Russian orientale (dubbia)[2]
94. Zyras (Zyras) perforatus Champion, 1921[1] – India (Bengala occidentale, Uttar Pradesh, Sikkim), Nepal
95. Zyras (Zyras) pervariolosus Pace, 2008[1] – Malesia (Borneo, Sabah)
96. Zyras (Zyras) pictus (Sharp, 1874)[1] – Corea, Giappone
97. Zyras (Zyras) pindarae (Champion, 1921)[1] – India (Uttar Pradesh), Nepal
98. Zyras (Zyras) planifer Casey, 1894[1] – USA
99. Zyras (Zyras) preangeranus Cameron, 1939[1] – Indonesia (Giava)
100. Zyras (Zyras) proximus Cameron, 1939[1] – India (Tamil Nadu)
101. Zyras (Zyras) pulcher Assing, 2016[2] – Cina (Gansu, Sichuan)
102. Zyras (Zyras) punctipennis Cameron, 1939[1] – Indonesia (Giava)
103. Zyras (Zyras) quadriterminalis Pace, 2008[1] – Malesia (Borneo, Sabah)
104. Zyras (Zyras) quasar Dvořák, 1996[1] – Vietnam
105. Zyras (Zyras) rectus Assing, 2016[2] – Cina (Yunnan)
106. Zyras (Zyras) rudis LeConte, 1866[1] – USA
107. Zyras (Zyras) rufapicalis Assing, 2016[2] – Taiwan
108. Zyras (Zyras) rufescens Cameron, 1939[1] – Sri Lanka
109. Zyras (Zyras) ruficauda Cameron, 1939[1] – India (Bengala occidentale), Nepal
110. Zyras (Zyras) rufoterminalis Assing, 2016[2] – Cina (Hubei, Sichuan)
111. Zyras (Zyras) schuelkei Assing, 2016[2] – Cina (Fujian, Sichuan)
112. Zyras (Zyras) seminigerrimus Bernhauer, 1933 – Cina (Sichuan)
113. Zyras (Zyras) setosipennis Scheerpeltz, 1965[1] – Birmania
114. Zyras (Zyras) setosivestis Scheerpeltz, 1965[1] – Birmania
115. Zyras (Zyras) shaanxiensis Pace, 1998 – Cina (Gansu, Hubei, Shaanxi, Sichuan, Yunnan?)[2]
116. Zyras (Zyras) shiva Pace, 1987[1] – Indonesia (Lombok, Bali)
117. Zyras (Zyras) sibiricus Bernhauer, 1914 – Cina (Pechino), Russia (Siberia orientale), Corea del Nord, Giappone
118. Zyras (Zyras) song Pace, 1993 – Cina (Yunnan)
119. Zyras (Zyras) songanus Pace, 1993 – Cina (Pechino)
120. Zyras (Zyras) subobsoletus Assing, 2016[2] – Cina (Sichuan)
121. Zyras (Zyras) tenebricosus Assing, 2016[2] – Cina (Sichuan, Tibet)
122. Zyras (Zyras) tenuicornis Assing, 2016[2] – Taiwan
123. Zyras (Zyras) thaiorum Pace, 1986[1] – Thailandia
124. Zyras (Zyras) tumidicornis Assing, 2016[2] – Cina (Sichuan, Yunnan)
125. Zyras (Zyras) variolatus Pace, 2003[1] – Malesia (penisola di Malay)
126. Zyras (Zyras) volans Assing, 2016[2] – Taiwan
127. Zyras (Zyras) wei Pace, 1993 – Cina (Fujian, Guizhou, Sichuan, Zhejiang)
128. Zyras (Zyras) yongshengensis Pace, 2012 – Cina (Yunnan)

### Sinonimi
1. Zyras benenensis Pace, 2001 (sinonimo di Z. hongkongensis Pace, 1999)[2].
2. Zyras ferrugineiventris Scheerpeltz, 1965 (sinonimo di Z. kambaitiensis Scheerpeltz, 1965).
3. Zyras pseudobirmanus Scheerpeltz, 1965 (sinonimo di Z. birmanus Scheerpeltz, 1965).
4. Zyras qingchengensis Pace, 2012 (sinonimo di Zyras wei Pace, 1993)
5. Zyras restitutus Pace, 1993 (sinonimo di Zyras beijingensis Pace, 1993)
6. Zyras semiasperatus Scheerpeltz, 1965 (sinonimo di Zyras kambaitiensis Scheerpeltz, 1965)
7. Zyras sichuanorum Pace, 2012 (sinonimo di Zyras alboantennatus Pace, 1986)

### Nomen nudum
- Zyras sinorum Rougemont, 2001[1] – Hong Kong; non vi sono esemplari di riferimento da analizzare, da considerarsi nomen nudum.